# Frank Cali
Francesco Paolo Augusto Calì (tiếng Ý: [franˈtʃesko kaˈli]; 26 tháng 3 năm 1965 – 13 tháng 3 năm 2019), được gọi là "Frank" hoặc "Franky Boy", là một trùm tội phạm người Mỹ của gia đình tội phạm Gambino. Cơ quan thực thi pháp luật coi Cali là "đại sứ của bọn cướp người Sicilia"" của Gambinos và đã liên kết anh ta với gia đình Mafia Inzerillo từ Palermo. "Cali [được] xem là người có ảnh hưởng và quyền lực bởi các thành viên tội phạm có tổ chức ở Ý", theo Trợ lý luật sư Hoa Kỳ Joseph Lipton.
Cali đã bị giết bên ngoài nhà của mình trên đảo Staten vào ngày 13 tháng 3 năm 2019.

## Những năm đầu
Frank Cali sinh ra ở thành phố New York tại Augusto và Agata Cesare, cả hai đều là người bản địa của thành phố Palermo, Sicily. Cha ông điều hành một cửa hàng đồ gia dụng ở Palermo và một cửa hàng video ở Bensonhurst, Brooklyn. Anh ta có một hồ sơ cảnh sát sạch sẽ ở Hoa Kỳ, mặc dù anh ta được nhắc đến trong cuộc điều tra Pizza Connection, khi cảnh sát phát hiện ra rằng anh ta là đối tác của Domenico Adamita, liên minh với ông trùm Mafia Sicilia Gaetano Badalamenti. 